# Astrattezza
Nelle scienze giuridiche, l'astrattezza è il carattere della norma giuridica che non fa riferimento a singole fattispecie concrete, passate o future, ma ad una classe di fattispecie (una fattispecie astratta) ed è, quindi, applicabile ad una pluralità indeterminata di casi, ogniqualvolta la fattispecie concretamente verificatasi possa essere ricondotta alla fattispecie astratta. Si pensi ad una norma che punisce l'omicidio, la quale si riferisce ad una classe di fattispecie (tutti gli omicidi), non ad una fattispecie concreta (l'uccisione di Tizio o Caio). È astratta la norma che possiede tale carattere, concreta quella che non lo possiede.

## Collegamento con la generalità
L'astrattezza della norma è collegata alla generalità, sebbene possano esistere norme astratte ma non generali e norme generali ma non astratte. L'una e l'altra rispondono ad una triplice esigenza: ovviare all'impossibilità pratica per l'ordinamento di prevedere tutte le possibili combinazioni e varianti che si possono verificare nella realtà; assicurare la certezza del diritto, prevedendo compiutamente a priori le regole cui i soggetti si debbono attenere; assicurare uniformità di disciplina e, quindi, parità di trattamento.
Vi possono essere diversi gradi di generalità ed astrattezza: il massimo grado di generalità è raggiunto dalle norme che si rivolgono a "chiunque", il massimo grado di astrattezza da quelle che si riferiscono a "qualunque fatto" (si pensi all'art. 2043 del Codice civile italiano: "Qualunque fatto doloso o colposo, che cagiona ad altri un danno ingiusto, obbliga colui che ha commesso il fatto a risarcire il danno"). Le norme che presentano il massimo grado di generalità e astrattezza sono dette di diritto comune o generale, in contrapposizione alle norme di diritto speciale che delimitano la classe dei soggetti cui si rivolgono o dei fatti cui si riferiscono, sottraendoli all'applicazione del diritto comune (si noti che anche queste norme sono generali ed astratte, ma tale carattere è circoscritto entro la classe dei soggetti o fatti da esse delimitata).
Se - come sostenuto da Hans Kelsen - la produzione di una norma giuridica si estrinseca, indifferentemente, in atti normativi o in altri atti precettivi (in cui le norme prodotte non hanno i caratteri di generalità ed astrattezza e sono prodotte da poteri diversi da quello legislativo), è però vero che anche le leggi possono in certi casi contenere norme non generali ed astratte: ne è un esempio la cosiddetta legge-provvedimento, priva di generalità ed astrattezza. Ne può derivare un'ingerenza del potere legislativo nell'esercizio di altri poteri: la Corte costituzionale si è resa arbitro di queste "invasioni di campo", soprattutto quando ledono valori di rango costituzionale come la non retroattività o la tipicità.

## Collegamento con la retroattività
Il concetto di astrattezza sopra definito è quello comunemente accolto in dottrina; va comunque ricordata la concezione alternativa di Riccardo Guastini, il quale considera astratta la norma che si riferisce ad una fattispecie o ad una classe di fattispecie future e, quindi, non già verificatesi; in questo senso, astrattezza significa non retroattività. D'altra parte, anche a prescidere da questa concezione, è indubbio che, come afferma Gustavo Zagrebelsky, «l'astrattezza ... è nemica delle leggi retroattive, necessariamente "concrete"».
La giurisprudenza costituzionale italiana, sotto l'impulso di quella europea dei diritti umani, ha sviluppato questi principi allo scopo di evitare che leggi di interpretazione autentica di fatto introducessero norme nuove in violazione dell'affidamento dei cittadini e del potere giurisdizionale della magistratura.

## Collegamento con la tipicità
Anche la pubblica amministrazione può essere vittima di una qualificazione giuridica resa impropriamente dal Legislatore: è il caso del nomen juris imposto con legge ad un atto amministrativo, in violazione delle sue caratteristiche intrinseche.
Ad esempio, la clausola "di natura non regolamentare" - riferita al decreto di rango secondario, di cui una legge prevede l'emanazione - esclude l'applicazione dell'art. 17, comma 4, della legge 23 agosto 1988, n. 400, che reca la procedura per l'approvazione dei regolamenti (prevedendo fra l'altro il parere del Consiglio di Stato); qualora il contenuto del decreto da emanare abbia natura sostanzialmente normativa, essa poi si configura come tacita deroga alla citata norma della legge n. 400. Quando il rinvio a decreti di natura non regolamentare è stato oggetto di esame da parte della Corte costituzionale, essa lo qualificò come “un atto statale dalla indefinibile natura giuridica”.